# Alexei Alexandrowitsch Radakow
Alexei Alexandrowitsch Radakow (russisch Алексей Александрович Радаков; * 1877 in Wjatka; † 1942 in Tiflis) war ein sowjetischer Karikaturist.

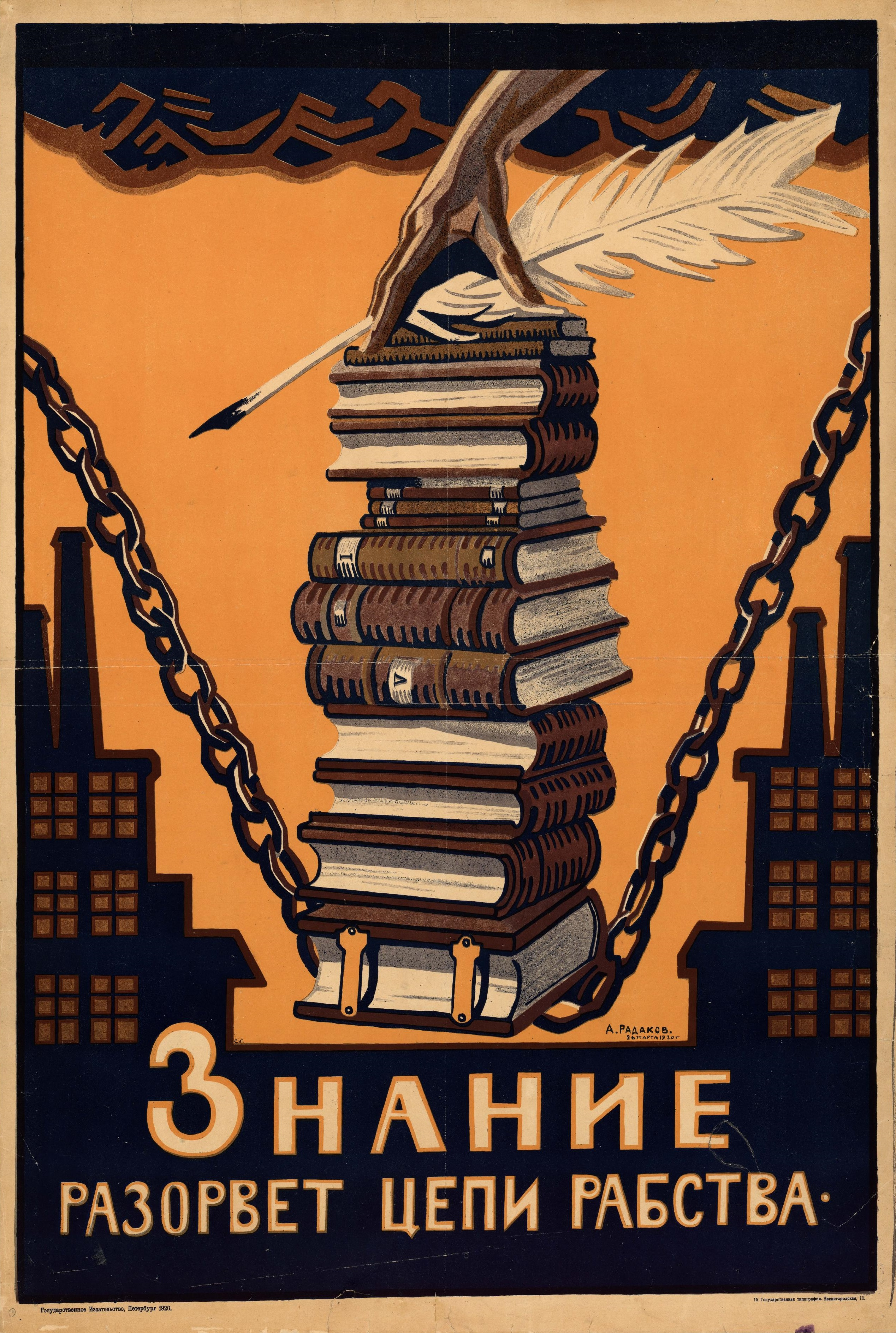
Rosta-Fenster von Radakow: Wissen sprengt die Ketten der Versklavung.

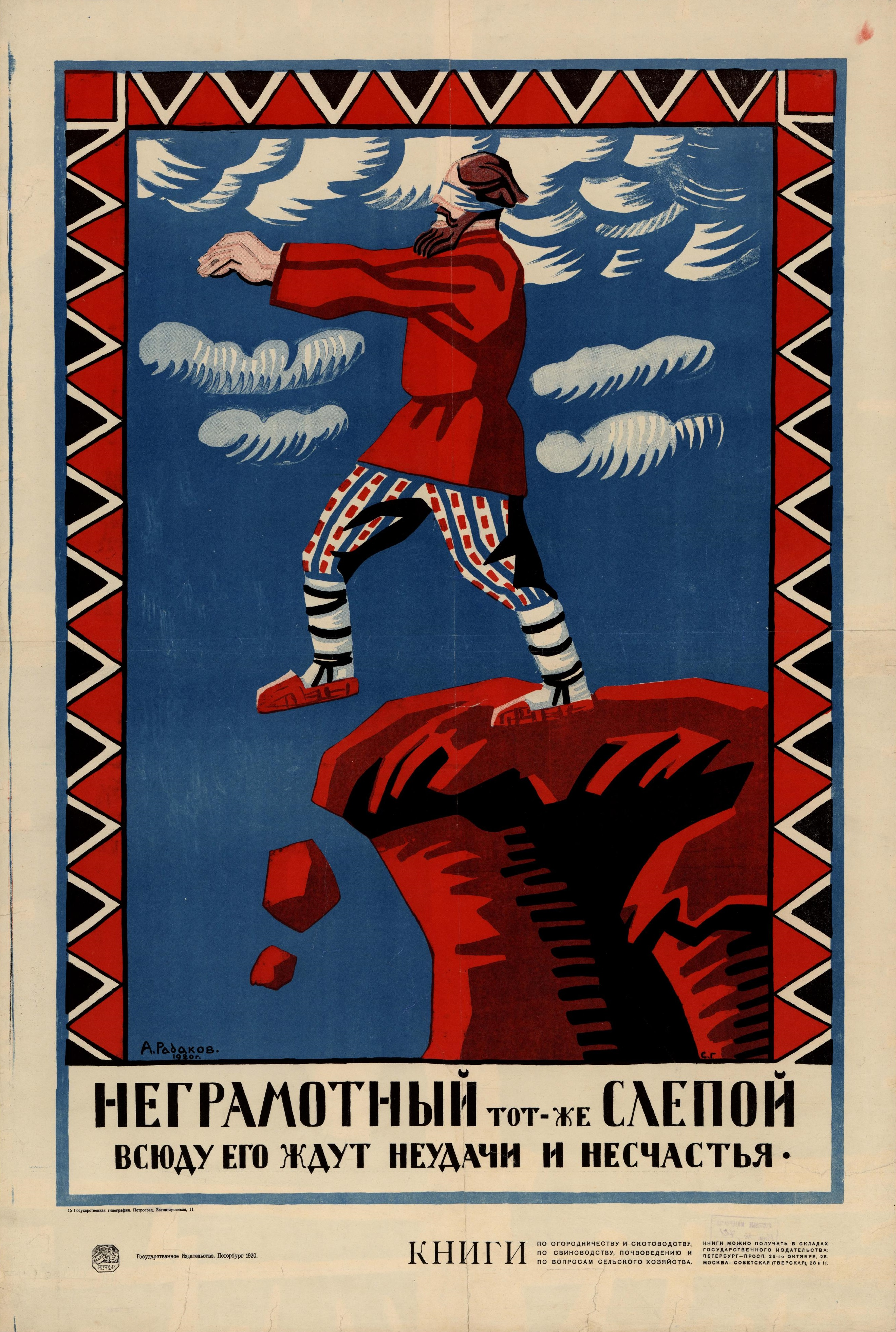
Rosta-Fenster von Radakow: Der Ungebildete ist wie ein Blinder. Überall erwarten ihn Unglück und Misserfolg.

Nach einer Ausbildung an der Moskauer Hochschule für Malerei, Bildhauerei und Architektur in den 1890er Jahren, schloss er sein Studium 1905 an der Zentralen Lehranstalt für technisches Zeichnen Baron Stieglitz in St. Petersburg ab. Bis zum Russischen Bürgerkrieg war er als Autor und Co-Redakteur der Zeitschrift Nowi Satirikon tätig. Während dieser Zeit unternahm er mehrere Reisen, unter anderem nach Paris, London, Madrid und Berlin, wo er im Atelier von Théophile-Alexandre Steinlen und Jean-Louis Forain arbeitete und eigene Werke ausstellte. In der Zeit des Bürgerkriegs erstellte er mehrere Plakate und engagierte sich für die revolutionäre Nachrichtenagentur (ROSTA) an den Rosta-Fenstern in Petrograd. Nach dem Sieg der Bolschewiki arbeitete er bis 1929 bei Zeitschriften wie Lapot, Begemot, Bitsch, Smechatsch, Besboshnik und Krokodil. Während des Zweiten Weltkriegs war er bei den TASS-Fenstern tätig, diese von der Telegraphenagentur der Sowjetunion während des Krieges herausgegebenen Propagandaplakate mussten jeweils innerhalb von 24 Stunden in Bezugnahme auf aktuelle Ereignisse fertiggestellt werden.
Alexei Alexandrowitsch Radakow starb 1942 in Tiflis.